# Himeyuri-Mahnmal
Das Himeyuri-Mahnmal (jap. ひめゆりの塔, Himeyuri no tō) steht in Itoman am Eingang einer Höhle, in der während der Schlacht um Okinawa in der Endphase des Pazifikkriegs die 3. chirurgischen Abteilung eines Feldlazaretts untergebracht war. Das Mahnmal wurde am 7. April 1946 eingeweiht. Es besteht aus einer kleinen Stele, dem eigentlichen Himeyuri no tō und einer Gedenktafel mit Inschrift. Der Name Himeyuri (dt. Lilien) erinnert an den Himeyuri-Schülerinnentrupp, der als Hilfstruppe in diesem Lazarett eingesetzt wurde.

## Überblick

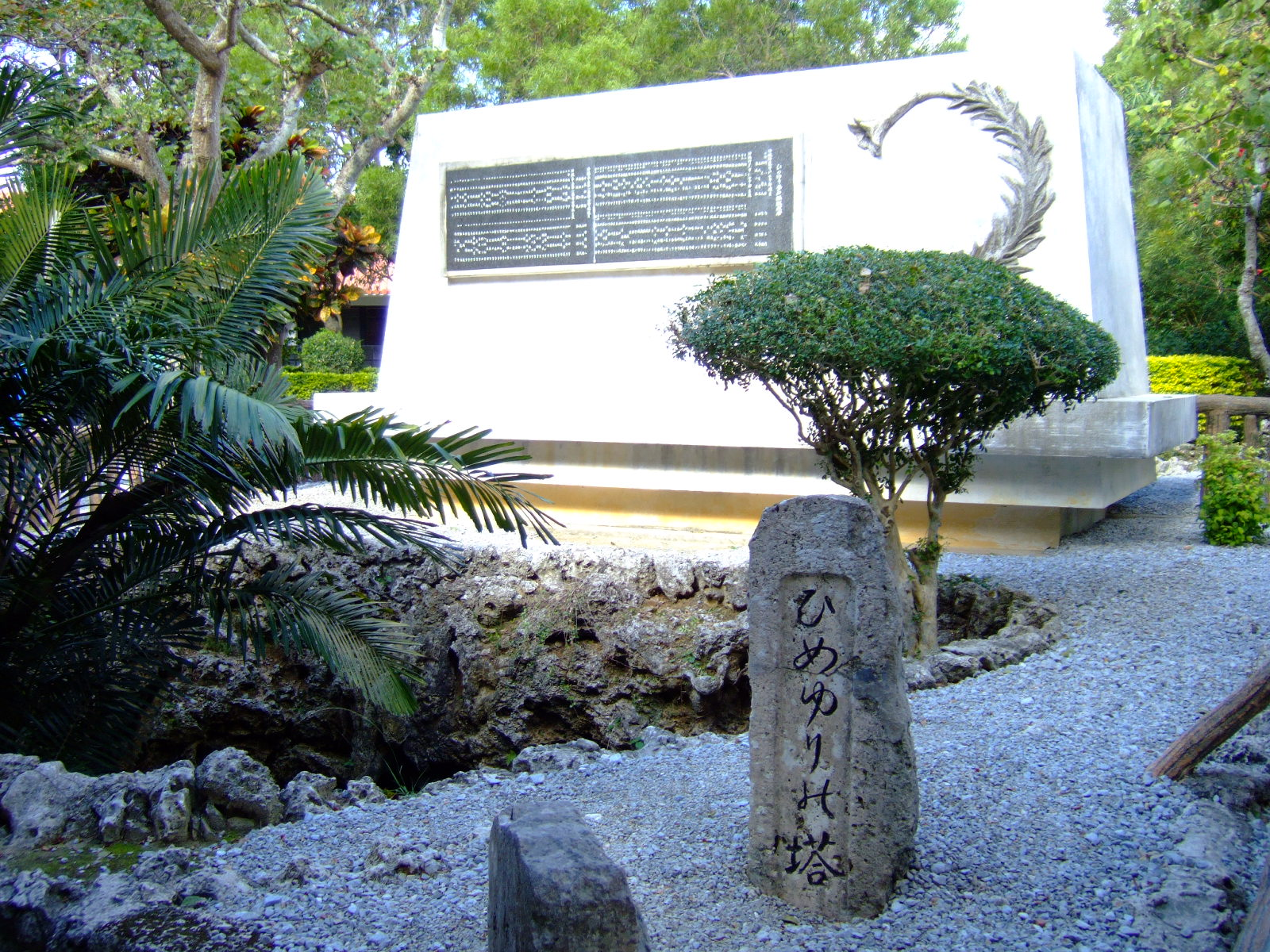
Im Vordergrund ist die kleine Stele, im Hintergrund die Gedenktafel zu sehen. Dazwischen am linken Bildrand der Höhleneingang zum ehemaligen Lazarett.

Das Kanji Tō (塔) bezeichnet im Japanischen eigentlich eine Pagode oder einen Turm. In Wirklichkeit jedoch handelt es sich hierbei um einen stelenartigen und nur einige Dutzend Zentimeter hohen Gedenkstein. Die geringe Größe des Gedenksteins ist der Tatsache geschuldet, dass er sehr rasch nach dem Ende des Zweiten Weltkrieges zu einer Zeit der Materialknappheit und der amerikanischen Besatzung errichtet wurde. Obgleich der Gedenkstein bereits 1946 eingeweiht wurde, ist er doch nicht das älteste Monument dieser Art. Älter noch als der Himeyuri no tō ist der Kompaku no tō (魂魄の塔, etwa: Gedenkstein für die Seelen der Verstorbenen).
Bekannt wurden der Himeyuri-Schülertrupp und die Ereignisse, an die das Himeyuri-Mahnmal erinnern durch Ishino Keiichirō. Er schrieb von 1949 eine Artikelserie unter dem Titel Himeyuri no tō, auf die ein Bühnenstück und eine erste Verfilmung folgten. Seine schriftstellerische Auseinandersetzung mit den Kriegsereignissen und seine Beschäftigung mit den Menschen auf Okinawa brachten ihm die Kandidatur für den Naoki-Preis und dem Thema eine große Bekanntheit ein.
Die Gedenktafel ist über der Höhle selbst errichtet. Aufzeichnungen Überlebender usw. sind im Himeyuri-Friedensmuseum ausgestellt. Zudem befinden sich in den angrenzenden Geländeteilen eine Vielzahl von Stelen und Monumenten, die auch an Gefallene des medizinischen Personals erinnern. Erst zur 20-Jahr-Feier des Himyuri-Friedensmuseums 2009 und der damit einhergehenden Restaurierung wurden insbesondere die Namen der Schüler, die in (paramilitärischen) Hilfstruppen dienten und das gleiche Schicksal erlitten wie die Soldaten auf dem Gedenkstein, ergänzt. Der Tag der Museumseröffnung, der 23. Juni, ist auf Okinawa zugleich ein Feiertag: Okinawa irei no hi.

## Werke rund um das Thema Himeyuri-Mahnmal
Nahezu alle Werke dramatisieren das Thema punktuell anstelle einer sachlichen und umfassenden Berichterstattung darüber. Eine Ausnahme stellt der Dokumentarfilm Himeyuri von 2007 dar, der die Erlebnisse Überlebender des Himeyuri-Schülertrupps darstellt. Der Film entstand im über einen Zeitraum von 13 Jahren unter ständiger Mitwirkung der Zeitzeugen.

### Buch
- 1949 Artikelserie Himeyuri no tō von Ishino Keiichirō, darauf basierend ein Bühnenstück, Uraufführung: 1951 durch die Theatergruppe der Hakuo-Oberschule Tokio

### Film
- 1953 Himeyuri no tō, Regie: Imai Tadashi
- 1962 Taiheiyōsensō to himeyuri butai (太平洋戦争とひめゆり部隊, „Der Pazifikkrieg und die Himeyuri-Truppe“), Regie: Komori Kiyoshi
- 1968 Ah himeyuri no tō (あゝひめゆりの塔), Regie: Masuda Toshio
- 1982 Himeyuri no tō, Regie: Imai Tadashi
- 1995 Himeyuri no tō, Regie: Kōyama Seijirō
- 2007 Himeyuri, Regie: Shibata Shōhei

### TV-Drama
- 2006 Okinawa jūgun shōjo kangotai – saigo no Nightingale (沖縄従軍少女看護隊―最後のナイチンゲール), Dramenkomplex des japanischen Fernsehens

### Musik
- Chormusik Himeyuri no tō, Text: Yamamoto Kazuo, Komposition: Iwakawa Saburō
- Shima-uta, Text und Komposition: Miyazawa Kazufumi